# Remigiusz Szczęsnowicz

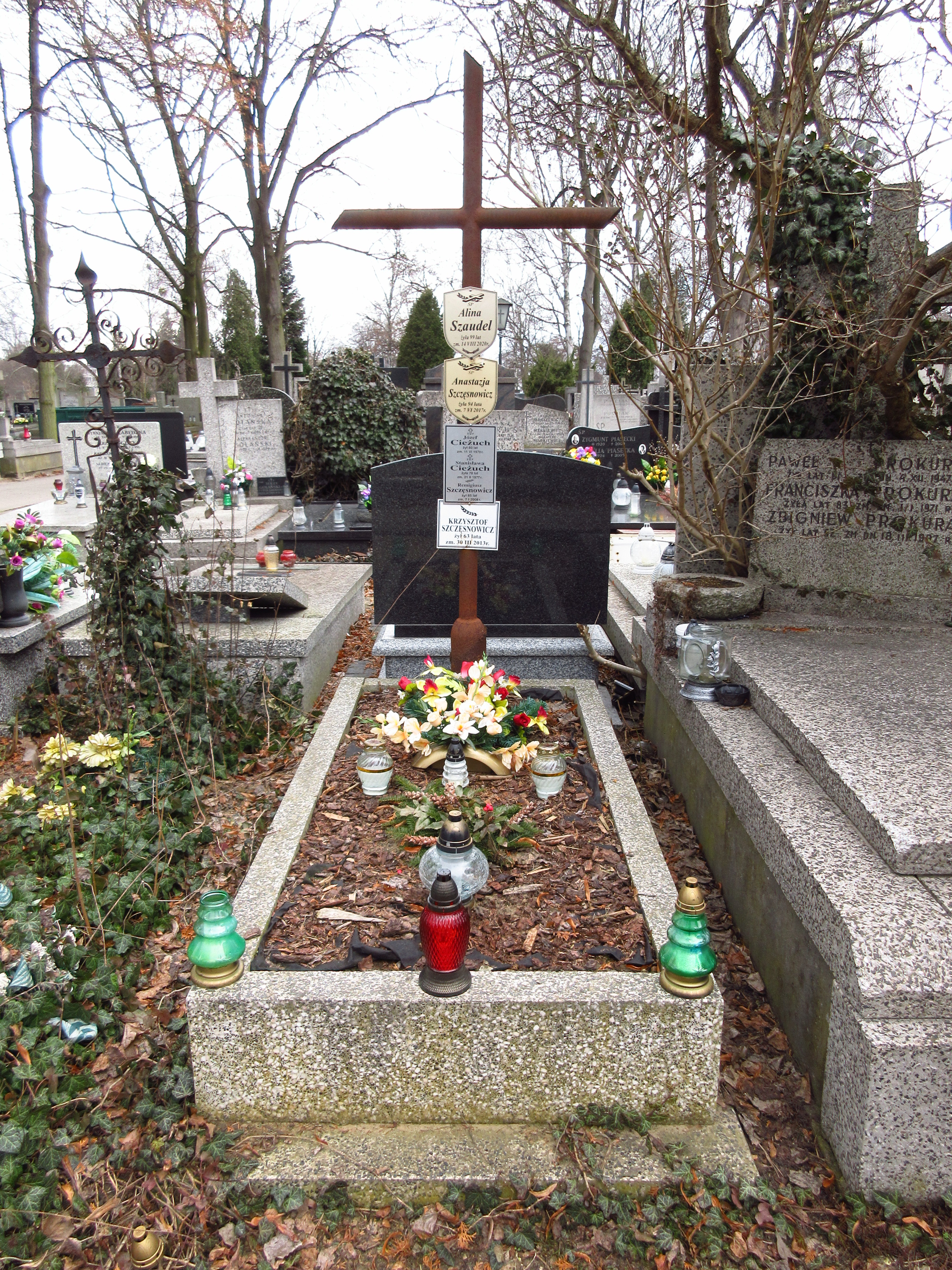
Grób Remigiusza Szczęsnowicza na cmentarzu Bródnowskim

Remigiusz Olgierd Szczęsnowicz (ur. 2 stycznia 1923 w Piotrkowie Trybunalskim, zm. 7 stycznia 2008) – polski dziennikarz, publicysta i tłumacz, żołnierz AK, członek I Wileńskiej Brygady ”Juranda”, więzień obozów pracy, w tym Kaługi.
Był kierownikiem Domów Kultury na Targówku i Starym Mieście w Warszawie, potem pracował w redakcji "Sztandaru Młodych" (1956–1961), Agencji Publicystyczno-Informacyjnej API (1961-1969), Agencji Robotniczej (1969-1971 sekretarz redakcji, 1971-1976 korespondent w Moskwie), tygodniku "Przyjaźń" (1977–1983). W dorobku miał reportaże, korespondencje, felietony poświęcone życiu Warszawy i zagadnieniom kulturalnym.
Pochowany 18 stycznia 2008 r. na cmentarzu Bródnowskim w Warszawie w kwaterze 43 H, rząd 1, grób 17.

## Wybrana bibliografia[1]
- Kalendarz astrologiczny (Wydawnictwo A.G. SPAR, 1989 r.)
- Kaługa znaczy łagier : (wspomnienia żołnierza I Brygady AK) (Towarzystwo Miłośników Wilna i Ziemi Wileńskiej, Bydgoszcz, 2002 r., ISBN 83-87865-24-9)
- Opowieści syberyjskie (Krajowa Agencja Wydawnicza, Warszawa, 1978 r.)
- My z Targówka (Iskry, 1955 r.)
- Włamywacze z Cocaloo (Wydawnictwo Prasowe, 1963 r.)
- Zaczęło się w Sybilli (Iskry, 1970 r.)